# Alessandra Mele
Alessandra Watle Mele connue sous le mononyme d'Alessandra est une chanteuse et compositrice italo-norvégienne née le 5 septembre 2002 à Pietra Ligure (Italie). 

Elle représente la Norvège au Concours Eurovision de la chanson 2023 avec la chanson Queen of Kings.

## Biographie

### Débuts
Alessandra Watle Mele est née dans la province de Savone, en Italie, le 5 septembre 2002, d'un père italien et d'une mère norvégienne,. Elle grandit à Cisano sul Neva, et participe à son premier concours de musique à l'âge de six ans. À l'âge de 12 ans, elle participe au concours de chanson « VB Factor ».

Après avoir obtenu son diplôme d'études secondaires en 2021, elle décide de déménager en Norvège pour se concentrer sur une carrière musicale et se rapprocher du côté maternel de la famille, décidant d'étudier à l'école Lillehammer Institute of Music Production and Industries.

## Carrière

### 2022: The Voice
Alessandra Mele participe à la septième saison de The Voice - Norges beste stemme en 2022. À l'issue de son audition à l'aveugle, où elle interprète I Will Pray (Pregherò) de Giorgia et Alicia Keys, elle est remarquée par le coache Espen Lind, avec lequel elle atteint les manches en direct du concours avant d'être éliminée.

### Concours Eurovision de la chanson
Le 4 janvier 2023, Alessandra est annoncée comme l'une des 21 artistes à concourir au Melodi Grand Prix 2023, la présélection de la Norvège pour sélectionner sa chanson pour le Concours Eurovision de la chanson 2023 avec la chanson Queen of Kings,. Dans une interview, elle explique que sa chanson représente son expérience en tant que bisexuelle.
Elle participe à la première des trois demi-finales, le 14 janvier 2023. Première à passer sur scène parmi sept participants, elle est annoncée comme l'une des trois qualifiées pour la finale du concours,.
Lors de la finale, le 4 février 2023, elle est la neuvième et dernière participante à passer sur scène. À l'issue du vote, elle remporte la compétition face entre autres à Ulrikke Brandstorp, obtenant la première place avec 233 points (104 du jury et 129 du public, qui la classent tous deux première),.
À la suite du concours, Alessandra organise une tournée européenne intitulée « The Queen of King tour ». Elle passe au total par une vingtaine de pays européen : Estonie, Finlande, Suède, Norvège, Danemark, Allemagne, Pologne, Italie, Suisse, Espagne, Pays-Bas, Belgique, Royaume-Uni, Irlande. En France, elle se produit le 12 février 2024 à la Maroquinerie .

#### À l'Eurovision
Alessandra participe à la première demi-finale qui a lieu le 9 mai 2023. Elle se produit en première position dans l'ordre de passage et se classe en sixième position avec 102 points, se qualifiant pour la finale,. Lors de la finale le 13 mai 2023, elle se produit en 20e position dans l'ordre de passage et se classe en 5e position avec 268 points (52 du jury et 216 du public).

## Discographie

### EP
- 2024 : Best Year of My Life

### Singles
- 2023 : Queen of Kings
- 2023 : Pretty Devil
- 2023 : Bad Bitch
- 2023 : Heavy
- 2024 : Narcissist
- 2024 : Supposed to be
- 2024 : Marameo